# Marjoe Gortner
Hugh Ross Marjoe Gortner, dit Marjoe Gortner, est un acteur, né le 14 janvier 1944 à Long Beach (Californie). Il était un évangéliste pentecôtiste, avant d'entamer sa carrière d'acteur.
À la fin des années 1940, âgé de quatre ans, il attire l'attention lorsqu'il était le plus jeune prédicateur ordonné qui soit connu. Dans les années 1970, il gagne ensuite en notoriété quand il est apparu dans Marjoe, un  documentaire oscarisé sur le commerce lucratif de la prédication pentecôtiste.

## Biographie

### Jeunesse
Hugh Marjoe Ross Gortner naît le 14 janvier 1944 à Long Beach, en Californie, d'une famille suivant une longue tradition évangélique,. Le prénom « Marjoe » est un mot-valise des prénoms bibliques « Mary » et « Joseph »,. Son père, Vernon Robert Gortner, est ministre évangélique chrétien de troisième génération qui avait prêché aux réveils, et sa mère, Marge, qui est étiquetée comme « exubérante », est la personne l'ayant été présentée comme prédicatrice et remarquable pour son succès dans son enfance. Son père remarque son don pour le mimétisme, son intrépidité envers les étrangers et dans les lieux publics. Ses parents affirme que Dieu a vu leur fils dans un bain et ce dernier a commencé à prêcher — Marjoe Gortner dira, plus tard, que leur histoire est fictive qu'ils l'avaient forcé à répéter. Ses parents l'obligeaient à faire semblant d'être mort noyé à chaque fois, sans le battre au risque d'exposer des ecchymoses au public.
Ses parents l'ont formé à prononcer des sermons, avec tous les signes importants et les fentes catégoriques. Quand il avait 4 ans, ils avaient prévu, pour lui, de célébrer un mariage en présence de la presse, y compris les photographes de Life et Paramount News,. Avant son adolescence, ses parents et lui ont voyagé à travers les États-Unis pour une organisation des réunions de réveil et, en 1951, son jeune frère, Vernoe, a été incorporé dans l'acte. Ses parents lui font également connaître, au delà des passages du texte sacré, ils lui ont appris plusieurs méthodes de collecte de fonds, y compris la vente des articles « saints » aux réveils.
À 16 ans, selon ses dires, sa famille a amassé trois millions de dollars. Peu après ses seizième anniversaire, son père s'éclipse avec cette somme.
Au cours des années qui suivirent, il fait une pause dans la prédiction. Il grandit, nourrissant du ressentiment envers ses parents et de haine sur l'enfance qu'ils lui avaient imposée. À 20 ans, il envisage de poursuivre ses parents en justice, mais ne l'a jamais fait[réf. nécessaire].

### Carrière
Au reste de son adolescence, Marjoe Gortner devient un beatnik ambulant. Au début de sa carrière, il lui manquait d'argent : il décide de reprendre et améliorer son spectacle de la prédiction grâce à ses vieilles connaissances, en imitant ceux des vedettes du rock contemporain, en particulier Mick Jagger du groupe The Rolling Stones.
À la fin des années 1960, il traverse une crise d'alter ego. Il s'essaie alors au métier d'acteur ou chanteur. En 1972, Il apparaît dans son premier film documentaire Marjoe d'Howard Smith et Sarah Kernochan, traçant sa vie d'évangéliste. L'année suivante, ce film obtient le prix du meilleur film documentaire à la 45e cérémonie des Oscars.
En mars 1973, il fait sa première prestation d'acteur dans le téléfilm L'Affaire Marcus-Nelson (The Marcus-Nelson Murders) de Joseph Sargent, pilote de la série Kojak, sur CBS, aux côtés de Telly Savalas, Ned Beatty et Roger Robinson.
En 1974, il endosse les costumes d'un gérant d'épicerie psychotique devenu garde national de Californie, aux côtés de Victoria Principal, dans Tremblement de terre (Earthquake) de Mark Robson.
En 1976, il commence des films série B tels que Bobbie Jo and the Outlaw de Mark L. Lester, Soudain... les monstres (The Food of the Gods, 1976) de Bert I. Gordon et Starcrash : Le Choc des étoiles (Scontri stellari oltre la terza dimensione, 1978) de Luigi Cozzi.

### Vie privée
En 1971, Marjoe Gortner se marie à Agnes Benjamin, qui a apparu dans son film documentaire Marjoe. Entre 1978 et 14 décembre 1979, il épouse l'actrice Candy Clark.

## Filmographie partielle

### Cinéma

#### Longs métrages
- 1972 : Marjoe d'Howard Smith et Sarah Kernochan : lui-même (documentaire)
- 1974 : Tremblement de terre (Earthquake) de Mark Robson : Jody Joad
- 1976 : Bobbie Jo and the Outlaw de Mark L. Lester : Lyle Wheeler
- 1976 : Soudain... les monstres (The Food of the Gods) de Bert I. Gordon : Morgan
- 1977 : Le Casse-cou (Viva Knievel!) de Gordon Douglas : Jessie
- 1978 : Starcrash : Le Choc des étoiles (Scontri stellari oltre la terza dimensione) de Luigi Cozzi : Akton
- 1983 : Mausoleum de Michael Dugan : Oliver Farrell
- 1987 : Opération survie (The Survivalist) de Sig Shore : le lieutenant Youngman
- 1990 : Feu, Glace et Dynamite (Feuer, Eis & Dynamit) de Willy Bogner : Dan Selby
- 1995 : Wild Bill de Walter Hill : le prédicateur

### Télévision

#### Téléfilm
- 1973 : The Marcus-Nelson Murders de Joseph Sargent : Teddy Hopper (pilote de la série Kojak)

#### Séries télévisées
- 1973 : Police Story : Stanley (saison 1, épisode 3 : Requiem for an Informer)
- 1985 : Tonnerre mécanique (Street Hawke) : Joseph Cannon (saison 1, épisode 3 : The Adjustor)